# هرمزيدا

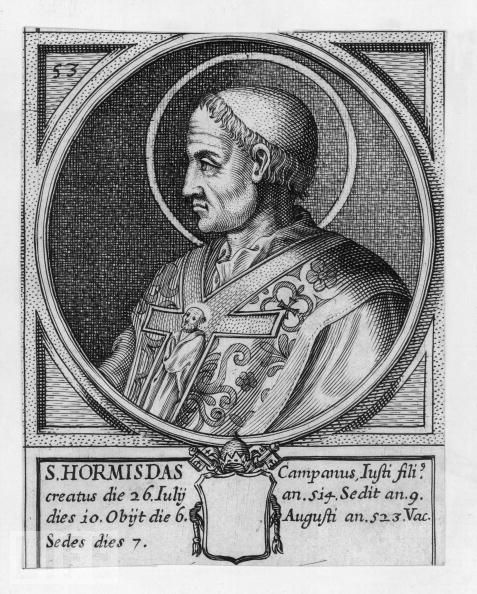
البابا هرمزيدا

البابا القديس هرمزيدا (باللاتينية: Hormisdas) ـ (ولد في فروزينوني حوالي سنة 450 م ـ 6 أغسطس 523) هو بابا الكنيسة الكاثوليكية في الفترة من 20 يوليو 514 إلى سنة 523.
كان هرمزيدا ـ قبل أن يكرّس شماسًا في روما ـ متزوجًا، وقد صار ابنه بابا للكنيسة الكاثوليكية تحت اسم سيلفريوس بعد ثلاثة عشر عامًا فقط من وفاة أبيه.